# Bellesa
Bellesa är en kanadensisk pornografisk webbplats, grundad 2017 av entreprenören Michelle Shnaidman. Den marknadsför sig främst mot en kvinnlig målgrupp och prioriterar i sitt medieurval feministisk pornografi.
Det relaterade produktionsbolaget Bellesa Films tillverkar originalproduktioner, med Jacky St. James som regissör. Därutöver har man sexleksaksförsäljning (Bellesa Boutique), och man tillhandahåller tjänster för webbkameramodeller och erotisk litteratur. Webbplatsen fungerar delvis som en videoplattform med gratis videomaterial, i likhet med XVideos och Pornhub, men under namnet Bellesa Plus säljer man även abonnemang kopplat till strömmat betalmaterial. 

## Historik
Michelle Shnaidman har en bakgrund som student vid McGill University, det stora engelskspråkiga universitetet i Montréal. 2014 avlade hon examen i psykologi, kompletterat med kvinnostudier.
Shnaidman startade den Montréal-baserade verksamheten under våren 2017. Plattformsnamnet Bellesa är valt efter det katalanska ordet för skönhet, med en tanke om att markera en distans emot traditionella porrsajter. Namnet började som ett arbets-/kodnamn med syfte att markera stilen och filosofin men behölls vid den färdiga lanseringen, eftersom det skiljer sig från marknadsföringen hos webbplatser för mainstreampornografi.

### Lanseringen
Bolaget lanserades med syftet att sprida pornografiska videor och annat material utvalda av kvinnor. Idén sprang fram ur insikten att Shnaidman inte kände sig bekväm med användarupplevelsen på en webbplats där annonser för penisförstoring samt bilder och videotitlar med misogyn känsla inte talade till henne som kvinna. Bellesa var en av de första gratis videoplattformarna som riktade sig mot en kvinnlig målgrupp, även om man långtifrån var den första. Vid lanseringen inkluderade Bellesa en samling texter omkring kvinnlig sexualitet, sexuell hälsa och kroppspositivism.
Shnaidman baserade webbplatsen på samtal med flera tusen kvinnor omkring deras upplevelse av sexualiteten, vilket stärkte hennes tanke om att män och kvinnor uppfattar sexualitet annorlunda. Webbplatsen lanserades också som en mötesplats för kvinnor och deras sexuella behov, och därför samlades det tillgängliga materialet in och godkändes av ett team av kvinnor. Den genomgående kvinnliga vinkeln uteslöt dock inte ganska vida ramar runt det pornografiska materialets karaktär. Detta är mot bakgrund av ett 2010-tal där den kommersiella framgången för Femtio nyanser-böckerna visat att kvinnors intresse för vågat och utmanande material även kunde skapa internationella bästsäljare.
Urvalet av material, av kvinnor och för kvinnor, har också inneburit att man försökt undvika vissa genrer som är stora hos mainstreamsajter men som mer sällan efterfrågas av kvinnliga konsumenter. Bland dessa finns animerat, "teen" och "styvmamma", innehållsgenrer som redaktionen på Bellesa ser som mer tydligt riktade mot en manlig målgrupp.

### Kritik och omgörning
Några månader efter lanseringen emottog man kritik – bland annat från aktiva inom porrbranschen – för att dela material utan tillstånd från och utan ersättning till inblandade produktionsbolag. Detta är en kontroversiell delningsmetod som är vanlig hos många av de stora Internet-baserade videoplattformarna (där Youtube bildat skola). Kritiker noterade att Bellesas utvalda material i praktiken inte ens strömmades från Bellesas egna servrar utan endast vidarelänkades från videoplattformar som Snapbang, VPorn, Pornhub och XVideos. Att Bellesa marknadsförde sig som "etisk" och "feministisk" sågs av många som en dålig ursäkt när affärsmetoderna var minst lika tvivelaktiga som hos andra videoplattformar.
Kritiken efter lanseringen ledde till att Shnaidman i september 2017 bad om ursäkt till branschrepresentanterna, att Bellesa tillfälligt drog in tjänsten och meddelade en kommande omgörning. Efter ombyggnaden och den slutliga relanseringen sommaren 2019 samarbetar man med bolag och etiketter som Blacked/Tushy, Vixen, Eroticax, Dorcel (Frankrike) och Girlsway (från Gamma). I början av maj 2024 fanns cirka 6 700 videor på plattformen, inklusive utdrag ur drygt 350 originalproduktioner från systerbolaget Bellesa Films.

### Urval och produktioner
Materialet på den omgjorda plattformen var utvalt för att så långt möjligt undvika den manliga blicken typisk för majoriteten av mainstreampornografi. Det innebär videor som klippts ner till 10–17 minuters längd och där sådant som avslutande cumshots – ett mindre efterfrågat sceninnehåll hos en kvinnlig målgrupp – klippts bort. Det innebär även ett mindre fokus på kvinnors könsorgan och ett större intresse för de manliga skådespelarna i scenen, så att de inte bara framträder som en "knullande torso". Bellesa Films-produktionerna utgörs helt och hållet av filmer regisserade av kvinnor.
Bland de tillgängliga videorna är vissa genrer vanligare eller mer populära än andra. I början av maj 2024 var "toppkategorierna" Passionate (<22% av antalet videor), Girl on Girl (<15%), Hot Guy (>13%), Rough (>11%), Story (>7%) och Anal (>6%). Som jämförelse hade man då knappt 6 procent i kategorin Sensual och knappt 4 procent i kategorin Big Cock. Sektionen för erotiska texter (Erotica) innehöll vid samma tidpunkt cirka 1 500 utdrag ur längre berättelser i genrer eller situationer som pojke/flicka, kink, HBTQ-relaterat, lek på jobbet, vackra främlingar och romantik.
Bellesa började 2019 samarbeta med regissören St. James, en av de tidigare kritikerna vid Bellesas lansering 2017, i produktionen av filmer efter en feministisk och etisk grundfilosofi. Det innebär filmer med skådespelare som är delaktiga i manus och scenuppbyggnad, kläder och val av motspelare. St. James är ett välkänt namn i branschen genom sina produktioner för bolagen New Sensations och Mile High Media. Det sistnämnda bolaget är också delägare i Bellesa Films som inledde sin produktion av egna filmer våren 2019. Sedan 2021 fördelas varje månad 20 000 dollar till produktionen av filmer med deltagare från branschorganisationen BIPOC, vilket har färgade skådespelare och sexarbetare som medlemmar.

### 2020-talet
Våren 2021 lanserade man Bellesa Plus, en abonnemangstjänst via strömmande media med hela filmer, och man marknadsför tjänsten som "Netflix of Porn" (jämför även den liknande Adult Time). Vid lanseringen 2021 hade man fullängds produktioner från över 50 olika studior i sin tjänst. I augusti samma år offentliggjorde man en kommande webbkamerabaserad kreatörstjänst motsvarande Onlyfans, i samband med att Onlyfans meddelade att man tänkte begränsa mängden sexuellt innehåll på sin plattform; Onlyfans drog senare tillbaka sin planerade programomläggning.
Bellesa har även en sektion med sexleksaker. Den produceras i samarbete med Buzzfeed, och Bellesa sponsrar Buzzfeeds Sex and Love-sektion. 2022 lanserade man "magic wand"-vibratorn Demi Wand, namngiven efter och formgiven av musikartisten Demi Lovato. Lovato sällade sig därmed till en lång rad av artister som ingått marknadsföringsavtal med sexleksaksförsäljare, vid sidan av Lily Allen, Dakota Johnson och Gwyneth Paltrow.
Företaget Bellesa, inklusive de olika sektionerna, hade 2024 beroende på beräkningsmetod mellan 34 och 69 anställda.

## Erkännande
Produktionsbolaget Bellesa Films har fått emotta flera nomineringar till AVN Awards, och man har vunnit minst ett pris. 2022 vann butiksavdelningen pris både vid AVN- och den konkurrerande XBiz-galan.